# Maria Ana de Neuburgo
Maria Ana (Benrath, 28 de outubro de 1667 – Guadalajara, 16 de julho de 1740) foi a segunda esposa do rei Carlos II e Rainha Consorte da Espanha de 1689 até 1700. Era filha de Filipe Guilherme, Eleitor Palatino e sua esposa a condessa Isabel Amália de Hesse-Darmstadt.

## Biografia
Maria Ana era décima segunda filha do Eleitor Palatino do Reno, Filipe Guilherme, duque do Palatinado-Neuburgo, e sua esposa Isabel Amália de Hesse-Darmstadt. Ela foi educada junto com as irmãs Maria Sofia, Sofia Doroteia e Edviges, no Castelo de Neuburgo, na Alemanha. Desde jovem era fisicamente atraente: alta, magra, corpo bem-moldado e ruiva, embora também tenha sido notável por ser vaidosa, egoísta e arrogante.
No início de 1689, Maria Luísa de Orleães, a primeira esposa do rei Carlos II de Espanha, morreu sem deixar descendentes, e os ministros espanhóis iniciaram a procura de uma nova consorte para o monarca. Maria Ana foi escolhida, entre várias candidatas, para ser a segunda esposa do rei, devido à alta fertilidade da sua família - sua mãe  tinha dado à luz a nada menos do que dezassete crianças. [carece de fontes?] Além disso, a irmã mais velha de Maria Ana, Leonor Madalena, era casada com o Imperador Leopoldo I, de modo que os laços com o ramo austríaco dos Habsburgos seriam reforçados.
O casamento foi realizado, por procuração, em 28 de Agosto de 1689 em Ingolstadt, na Alemanha, com a presença do Imperador Leopoldo I e sua esposa, entre outros ilustres convidados. No entanto, Maria Ana só chegou à Espanha na primavera do ano seguinte. O casamento com o Rei D. Carlos, de facto, foi se realizou em 14 de maio 1690 na Igreja do Convento de San Diego, dentro da configuração do Palácio Real de Valladolid.
Devido à sua natureza autoritária e arrogante, Maria Ana nunca conseguiu se tornar popular entre seus súditos. Dizia-se que, como a rainha, chegou a roubar o dinheiro dos cofres espanhóis para enriquecer sua família na Alemanha. No entanto,  a economia do reino estava longe de ser saudável, e houve momentos em que Maria Ana teve de fazer sacrifícios económicos. Por exemplo, no ano de 1696 foi obrigada a empenhar suas jóias para ajudar a pagar  algumas despesas.
Maria Ana queixou-se sobre esta questão em cartas à sua família na Alemanha. Sua raiva foi aumentada ao saber que sua antecessora, Maria Luisa de Orleães, tinha recebido uma excelente dote e magníficas jóias da França, ao se casar com Carlos.
Em 1706, sua sorte mudou quando o seu sobrinho, o arquiduque Carlos da Áustria, ocupou a cidade de Toledo, juntamente com as tropas imperiais. Naturalmente Maria Ana celebrou a  chegada do arquiduque, o que lhe valeu depois o banimento  para Bayonne, França, pelo Rei Felipe V. Lá Maria Ana passou as décadas seguintes da sua vida, esquecida por todos. Diz-se que, durante seu desterro em Bayonne, contraiu matrimônio secretamente com um membro do seu séquito, Jean de Larrétéguy, e teve descendência.
Sua situação melhorou ligeiramente quando Felipe V se casou, em segundas núpcias, com Isabel Farnésio, que era sua sobrinha (filha da sua irmã,  Doroteia Sofia de Neuburgo, Duquesa de Parma). Em 1739, já muito idosa e doente, Maria Ana retornou à Corte e foi instalada no Palácio do Infantado, em Guadalajara, onde morreu em 16 de julho de 1740. Foi sepultada no Mosteiro de El Escorial.